# Чикънфут
Чикънфут (на английски: Chickenfoot) е музикална супергрупа създадена през 2008 г. от Сами Хагар и Майкъл Антъни, бивши членове на хардрок бандата Ван Хален, Чад Смит барабанист на Ред Хот Чили Пепърс и легендарния китарист Джо Сатриани.

## Дискография
Чикънфут са издали два студийни албума.
- Chickenfoot (2009 г.)
- Chickenfoot III (2011 г.)